# ベッドで煙草を吸わないで
「ベッドで煙草を吸わないで」（ベッドでたばこをすわないで）は、1966年4月15日に発売された沢たまきのシングル。

## 解説
1966年（昭和41年）、ジャズを唄いたいがためにテイチクからビクターへ移籍。移籍第1弾シングル「教えて頂だい」をリリースするが、当初B面曲であった本作が大ヒットし、AB面を差し替えジャケットも新たに再リリースされた。
JASRAC作品データベースによると、2018年現在34人に歌唱されている。
一世を風靡したものの、詩中にシャネルの名があるため（“甘いシャネルの…”）NHKで放送されず、よってNHKでは当該部分を “甘い香りの…”と変更し披露されている。
本作は幾度か沢による再録音がなされ、『沢たまき&プレイガール ミュージックコレクション』にはオリジナル音源と1968年音源が収録されている。オリジナルはイ短調（Am）、1968年版は変ロ短調（B♭m / 嬰イ短調・A♯m）である。

## 収録曲
- 全作曲・編曲：いずみたく

1. 教えて頂だい [03:19]
作詩[5]：田中知己
2. ベッドで煙草を吸わないで [03:41]
作詩：岩谷時子

## 備考
- 「ベッドで煙草を吸わないで」のJASRAC作品コードは、076-0034-8。内国作品／出典：PO (出版者作品届)[2]。
- 「教えて頂だい」のJASRAC作品コードは、013-1229-4。内国作品／出典：JJ (作家作品届)[2]。
- 「ベッドで煙草を吸わないで」の出版者は、オールスタッフ（ALLSTAFF CO.,LTD.）が登録されている[2]。
- 「教えて頂だい」については、作詩者である田中知己が楽曲の当該支分権・利用形態についてJASRACに管理を委託していない権利者であり、利用の際は、別途権利処理が必要である[2]。